# L'Annonciation (Francesco Mochi)
Pour les articles homonymes, voir Annonciation (homonymie).
L'Annonciation (dénommé en italien : L'annunciazione) est un groupe de deux sculptures en marbre de Francesco Mochi réalisé entre 1603 et 1608 pour la cathédrale d'Orvieto en Ombrie, Italie. L'importance de ce groupe est de tout premier ordre puisque d'une part la représentation de cette scène religieuse est rarement traitée par la sculpture, notamment en ronde-bosse, et que d'autre part ces deux œuvres sont considérées comme l'élément fondateur du style baroque en sculpture,. Il est aujourd'hui visible à l'église San Agostino d'Orvieto faisant partie du Museo dell'Opera del Duomo di Orvieto (MODO).

## Historique
Le sculpteur arétin Francesco Mochi réalise le groupe de l' Annonciation sur une commande de la famille Farnese, et du duc Mario Farnese en particulier qui fut son protecteur, pour la partie gauche du chœur de cathédrale Santa Maria d'Orvieto. Quatre lettres écrites entre le 4 mars et le 5 avril 1603 scellent les termes du contrat. Mochi se rend immédiatement le 15 avril à Carrare chercher les blocs de marbre des deux sculptures, bien que n'ayant reçu la commande que du seul Ange, et se met aussitôt au travail lorsqu'il les reçoit à Orvieto le 27 août de la même année.

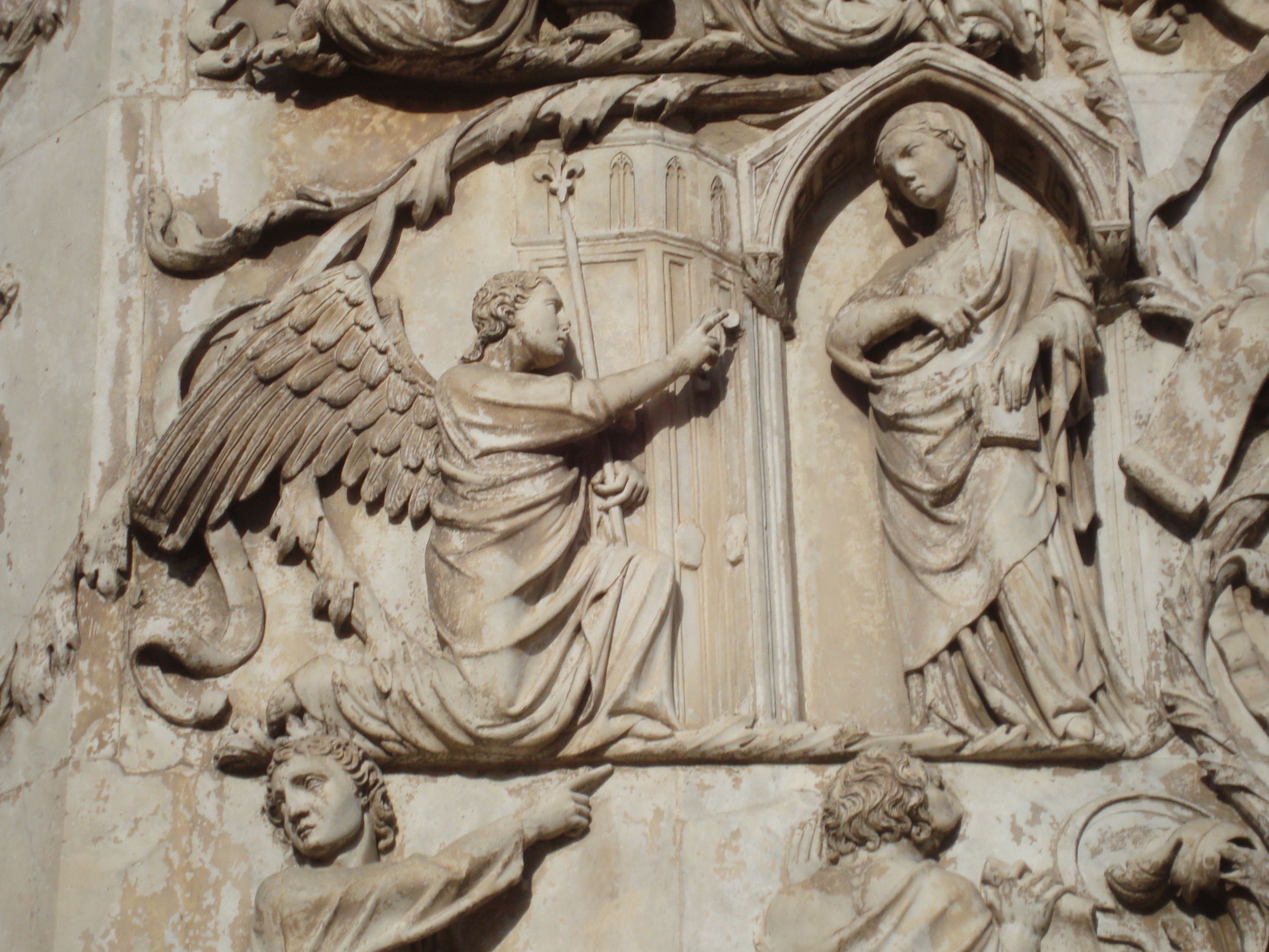
L'Annonciation par Lorenzo Maitani, bas-relief (vers 1310) de la façade de la cathédrale d'Orvieto.

Novateur dans son approche esthétique, il décide de s'éloigner de la représentation classique de cette scène de l'Évangile, c'est-à-dire de celle canoniquement utilisée par les primitifs italiens et reprise par ses contemporains, qui met en scène l'annonce faite à Marie telle que figurée par exemple dans le bas-relief de la façade du duomo d'Orvieto réalisée par Lorenzo Maitani au tout début du XIVe siècle et qui aurait pu lui servir de modèle. L'Ange annonciateur fut la première sculpture réalisée de 1603 à 1605, en raison de la volonté de Farnèse d'évaluer le travail du jeune Mochi. La sculpture est terminée le 30 juillet 1605, pour une somme totale de 600 scudi par mensualité de 15 scudi. Elle est alors placée dans le chœur de la cathédrale alors que le sculpteur la souhaitait positionnée sur la balustrade. Les ébauches de la Vierge annoncée furent réalisées quasiment de manière parallèle à l'ange, principalement de 1605 à 1608. L'œuvre lui fut toutefois formellement commandée en janvier 1608 pour un total de seulement 525 scudi car il fut alors pensé qu'il s'était donné moins de mal à la réaliser que l'Ange.
Le groupe, après avoir été déplacé un temps hors de la cathédrale, fut remis près du maître-autel en 1856 sur ordre du pape Pie IX puis restauré vers 1880. Il resta à cette place jusqu'à 1896 où il fut transporté au palazzo Soliano.
Ce travail, qui constitue l'un des chefs-d'œuvre de Mochi et annonce en deux sculptures distinctes ce qui sera intégré dans une pièce unique avec sa Sainte Véronique (1629-1640) de la basilique Saint-Pierre de Rome, est considéré comme une œuvre essentielle fondatrice de la sculpture baroque, dont il est l'un des initiateurs. Elle aura une influence importante sur Gian Lorenzo Bernini, dit Le Bernin, qui fréquenta Mochi à Rome.

## Description
Le groupe est composé de deux sculptures indépendantes en marbre de Carrare l'une représentant la vierge Marie annoncée, surprise dans sa lecture par la visite de l'archange Gabriel en vol, descendant du ciel, lui annonçant qu'elle enfantera du fils de Dieu et qui constitue l'autre sculpture. L'Ange (d'une hauteur de 185 cm) dont la géométrie trace une diagonale descendant d'en haut à droite vers le bas à gauche est enveloppé d'un tissu au mouvement tourbillonnant décrivant une importante spirale particulièrement remarquable esthétiquement et techniquement. L'archange possédait autrefois un lys dans la main droite qui est aujourd'hui brisé ainsi que le bout de son index. L'expressivité de cette sculpture est particulièrement forte, tant dans le mouvement général que dans le visage de l'ange où se mêlent douceur et rictus quasi-sardonique. La Vierge annoncée (d'une hauteur de 210 cm) est, elle, prise dans la stupeur, figée dans un mouvement où, lisant, elle se lève brusquement de sa chaise, qui est prête à tomber retenue par sa seule main, et se couvre de son manteau.
La différence de taille des deux pièces impliquait nécessairement une disposition spatiale particulière, en hauteur pour l'ange en vol et légèrement décalée, pour restaurer une perspective et une échelle de taille et de proportions. Cet effet de proportions ajoute une valeur cinétique et théâtrale particulièrement importante à l'œuvre pourtant composée de deux éléments distincts. L'opposition entre les deux sculptures est particulièrement remarquable, avec un Ange tout en technique et mouvement aérien, inspiré selon certains critiques du Mercure de Giambologna, s'affrontant à une Vierge compacte aux formes généreuses et empreinte d'une analyse psychologique et naturaliste subtile, inspirée elle des statues antiques spartiates.